# Comitato interministeriale per la sicurezza dei trasporti aerei e degli aeroporti
Il CISA, acronimo di Comitato interministeriale per la sicurezza dei trasporti aerei e degli aeroporti, ha il compito di elaborare il programma nazionale italiano per la sicurezza dell'aviazione civile, definendo le norme particolareggiate applicate in Italia come attuazione dei regolamenti europei 300/2008 e 1998/2015, in conformità con gli standard internazionali stabiliti dall'ICAO.

## Struttura
La presidenza del CISA spetta di diritto al presidente dell'Enac ed è composta da rappresentanti di: Presidenza del Consiglio dei ministri, Ministero dell'interno, Ministero degli esteri, Ministero delle telecomunicazioni, Ministero della difesa, Guardia di finanza, Agenzia delle dogane, Enac, Enav, Poste italiane, Assaereo, Assaeroporti, Ibar e Assocatering.